# 紀元前618年
紀元前618年（きげんぜん618ねん）は、西暦（ローマ暦）による年。紀元前1世紀の共和政ローマ末期以降の古代ローマにおいては、ローマ建国紀元136年として知られていた。紀年法として西暦（キリスト紀元）がヨーロッパで広く普及した中世時代初期以降、この年は紀元前618年と表記されるのが一般的となった。

## 他の紀年法
- 干支 : 癸卯
- 日本
  - 皇紀43年
  - 神武天皇43年
- 中国
  - 周 - 頃王元年
  - 魯 - 文公9年
  - 斉 - 昭公15年
  - 晋 - 霊公3年
  - 秦 - 康公3年
  - 楚 - 穆王8年
  - 宋 - 昭公2年
  - 衛 - 成公17年
  - 陳 - 共公14年
  - 蔡 - 荘侯28年
  - 曹 - 共公35年
  - 鄭 - 穆公10年
  - 燕 - 襄公40年
- 朝鮮
  - 檀紀1716年
- ユダヤ暦 : 3143年 - 3144年

## できごと

### 中国
- 晋で先克が反乱軍に殺害された。反乱側の先都と梁益耳も殺された。
- 晋で反乱が鎮圧され、箕鄭父・士縠・蒯得は殺された。
- 楚軍が狼淵に進出して鄭を攻撃した。鄭は楚に屈服した。
- 晋の趙盾・魯の公子遂・宋の華耦・衛の孔達らが会合して鄭を救援しようとしたが、間に合わなかった。
- 楚軍が陳の壺丘を攻略した。
- 楚の公子朱が陳を攻撃し、陳軍はこれに敗れた。陳は楚に屈服した。

## 死去
- 先克（中国語版）
- 先都（中国語版）
- 梁益耳（中国語版）
- 箕鄭父（中国語版）
- 士縠（中国語版）
- 蒯得